# Marguerite Fonkwen Atanga
Marguerite Fonkwen Atanga est une cheffe d'entreprise et banquière camerounaise. Elle est depuis avril 2023 CEO de CCA-Bank Cameroun.  

## Biographie

### Enfance, éducation et débuts
Elle détient un Executive MBA en administration des affaires de l’Université du Québec à Montréal (UQAM) au Canada, ainsi que plusieurs certifications et formations professionnelles dans le secteur bancaire.

### Carrière
Marguerite Fonkwen Atanga possède une expérience de plus de 20 ans dans le secteur bancaire. Elle commence sa carrière comme représentante du service client chez Société Générale avant d'intégrer la Standard Chartered Bank,en qualité de gestionnaire des ventes et des relations clients dans les secteurs corporate et public.
Elle a ensuite rejoint UBA Cameroun où elle a gravi les échelons, passant de responsable du Retail et Transaction Banking à directrice générale adjointe entre 2011 et 2023. En avril 2023, elle a été nommée directrice générale de CCA-Bank.